# Monumento da Radiologia

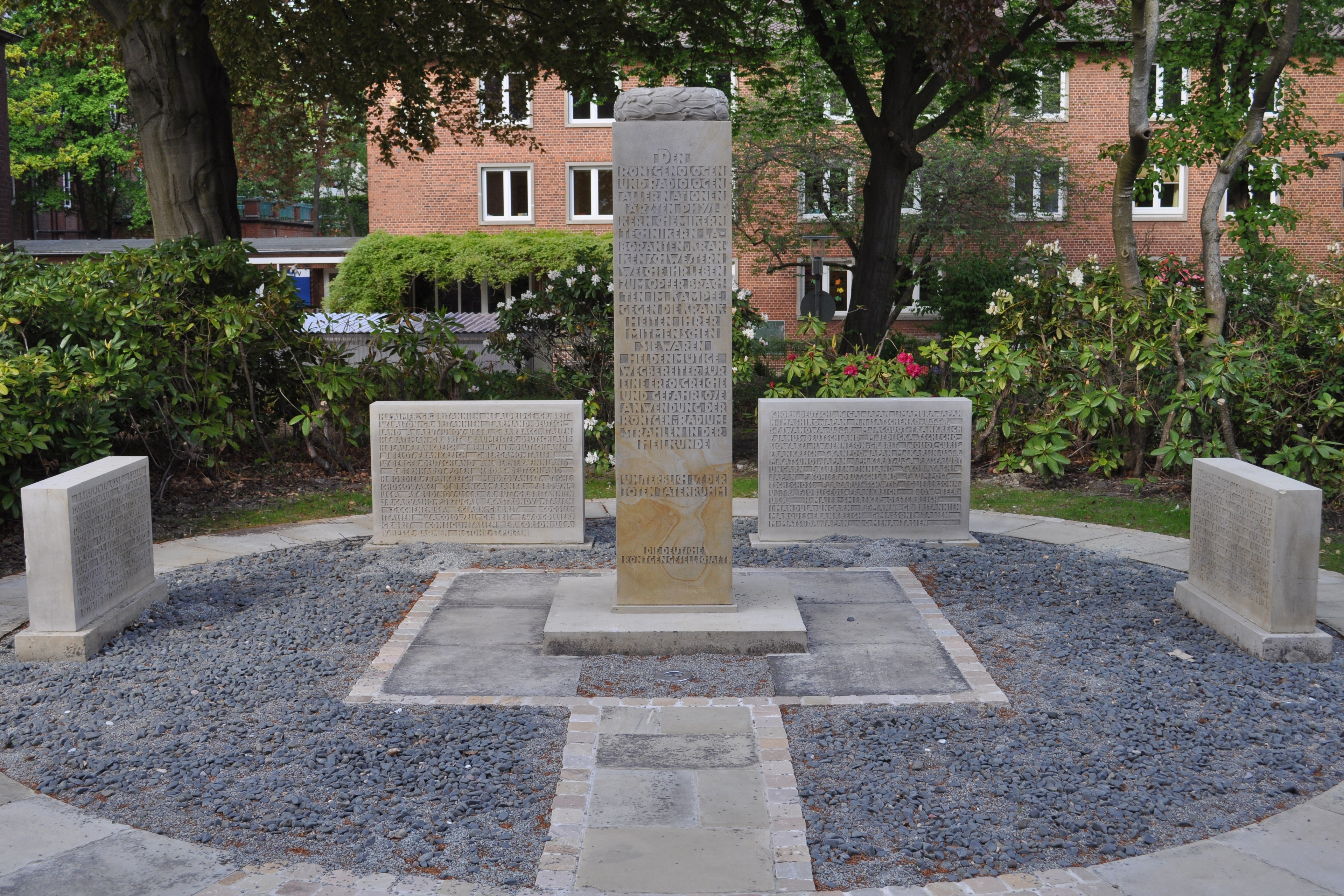
O Monumento da Radiologia em Hamburgo

O Monumento da Radiologia (em alemão:  Ehrenmal der Radiologie) é um monumento no jardim da Asklepios Klinik St. Georg em Hamburgo, Alemanha, que visa lembrar as vítimas dentre as primeiras aplicações dos raios X em medicina.

## História
O memorial foi financiado pelo chefe do departamento de radiação do Hospital Estadual de Bremen, Hans Meyer. Meyer também pesquisou os nomes dos 159 médicos, físicos, técnicos, laboratoristas e enfermeiros mortos de diferentes países, perguntando sobre nomes, fotos e histórias de vida das sociedades de raios X. Meyer e Hermann Holthusen, médico chefe do departamento de radiologia do Hospital Geral St. Georg em Hamburgo, determinaram o jardim do hospital St. Georg como a localização do monumento.
O memorial foi inaugurado em 4 de abril de 1936. Antoine Louis Gustave Béclère discursou como representante dos radiologistas do exterior.
Ao monumento foram adicionados em 1938 17 nomes, e em 1960 o monumento tinha no total 359 registros.
O primeiro nome na pedra memorial é [[[Heinrich Albers-Schönberg]], o fundador do Röntgenhaus no Hospital St. Georg e, juntamente com Georg Deycke, o primeiro editor da revista Fortschritte auf dem Gebiet der Röntgenstrahlen (RöFo). É reconhecido como o primeiro especialista em raios X na Alemanha.

## Livro de Honra dos Radiologistas de Todas as Nações
Os nomes dos homens e mulheres homenageados no memorial e suas biografias foram - se disponíveis - resumidos em um livro de honra dos radiologistas de todas as nações  ("Ehrenbuch der Radiologen aller Nationen"), publicado em 1960 na segunda e em 1992 na terceira edição. A terceira edição também contém nomes daqueles que morreram após 1960. Os textos biográficos são de diferentes tamanhos e, além de referências a realizações profissionais e científicas, geralmente também contêm descrições detalhadas de doenças relacionadas à radiação - leucemia e anemia aplástica, câncer de pele principalmente das mãos e do rosto, raramente acidentes com alta tensão - e frequentemente também de doenças prolongadas e morte dolorosa.
Em termos de tempo, a primeira vítima a ser lembrada é Friedrich Clausen (1864–1900), que demonstrou raios X em inúmeras palestras experimentais entre 1896 e 1900. Ao todo, o livro de honra comemora “pesquisadores, médicos, físicos, técnicos de raios X, técnicos de laboratório e enfermeiros” de 23 países: Austrália, Bélgica, Dinamarca, Alemanha, Finlândia, França, Grécia, Grã-Bretanha, Israel, Itália, Japão, Iugoslávia, Índia Holandesa, Áustria, Polônia, Portugal, Rússia, Suécia, Suíça, Espanha, Tchecoslováquia, Hungria e Estados Unidos.
O livro não afirma estar completo. No prefácio da segunda edição os editores escrevem: "Se, apesar de todos os nossos esforços, não cobrimos todas as vítimas de radiação, somos modestos na consciência da imperfeição de todos os empreendimentos". E o último editor sobrevivente, W. Molineus, escreve no prefácio da terceiro edição: "Essa incompletude de nossa coleção precisa nos confortar de que não haverá mais novas vítimas depois que os perigos da radiação ionizante forem conhecidos."

### Pessoas registradas
Dentre os homenageados constam (seleção):
- Heinrich Albers-Schönberg (radiologista alemão, 1865–1921)
- Gustav Baer (radiologista suíço, 1865–1925)
- Frederick Henry Baetjer (radiologista estadunidense, 1874–1933)
- Burton Eugene Baker (engenheiro estadunidense, 1871–1913)
- Leonhard Baumeister (engenheiro alemão, 1874–1953)
- Eugen Beaujard (radiologista francês, 1874–1937)
- Jean Bergonié (radiologista francês, 1857–1925)
- Elis Berven (radiologista sueco, 1885–1966)
- Joseph Boine (radiologista belga, 1883–1935)
- Percy Brown (radiologista estadunidense, ?–1950)
- William Ironside Bruce (radiologista britânico, 1876–1921)
- Eugene Wilson Caldwell (engenheiro e radiologista estadunidense, 1870–1918)
- Joaquim Roberto de Carvalho (radiologista português, 1893–1944)
- Felipe Carriazo (radiologista espanhol, 1854–1919)
- Edmond Castex (físico francês, 1868–1931)
- Ettore Castronovo (radiologista italiano, 1894–1954)
- Alfred Cerné (cirurgião e político francês, 1856–1937)
- Antonio Coppola (radiologista italiano, ?–1922)
- Alois Czepa (radiologista austríaco, 1886–1931)
- Fritz Dautwitz (radiologista austríaco, 1877–1932)
- Friedrich Dessauer (radiologista e físico alemão, 1881–1963)
- Étienne Destot (radiologista francês, 1864–1918)
- Jonn Duken (radiologista alemão, 1889–1954)
- Gyula Elischer von Thurzóbánya (radiologista húngaro, 1875–1929)
- Arthur W. Erskine (radiologista estadunidense, 1885–1952)
- Johan Frederik Fischer (radiologista dinamarquês, 1868–1922)
- William Hope Fowler (radiologista britânico, 1876–1933)
- Shigeo Furuya (radiologista japonês, 1891–1955)
- Fritz Giesel (químico alemão, 1852–1927)
- Hermann Gocht (radiologista alemão, 1869–1938)
- Maximilian Gortan (radiologista italiano, 1873–ca. 1936)
- Fedor Haenisch (radiologista alemão, 1874–1952)
- John F. Hall-Edwards (radiologista britânico, 1858–1926)
- Anna Hamann (radiologista alemã-estadunidense, 1894–1969)
- Joseph Gilbert Hamilton (físico estadunidense, 1907–1957)
- Georges Haret (radiologista francês, 1874–1932)
- Georg Heber (eletrotécnico alemão, 1872–1931)
- Guido Holzknecht (radiologista austríaco, 1872–1931)
- Hermann Hopf (radiologista suíço, † nach 1928)
- Friedrich Janus (engenheiro alemão, 1875–1951)
- Rudolf Jedlička (radiologista tchecoslovaco, 1869–1926)
- Irène Joliot-Curie (física francesa, 1897–1956)
- James Philip Kerby (radiologista estadunidense, 1886–1952)
- Friedrich Wilhelm Klingelfuss (engenheiro suíço, 1859–1932)
- Paul Lazarus (radiologista alemão, 1873–1957)
- Charles Lester Leonard (radiologista estadunidense, 1861–1913)
- Adolphe Leray (radiologista francês, 1865–1926)
- Max Levy-Dorn (radiologista alemão, 1863–1929)
- Félix Lobligeois (radiologista francês, 1874–1941)
- Bertram V. A. Low-Beer (radiologista estadunidense, 1900–1955)
- C. R. C. Lyster (radiologista britânico, ca. 1859–1920)
- Robert Hermann Machlett (soprador de vidro  e engenheiro alemão-estadunidense, 1872–1926)
- Stanley Melville (radiologista britânico, 1867–1934)
- José Casimiro Carteado Mena (radiologista português, 1876–1949)
- Carl Heinrich Florenz Müller (empresário alemão, 1845–1912)
- John Murphy, (radiologista estadunidense, 1885–1944)
- Takashi Nagai (radiologista japonês, 1908–1951)
- Ernest Payne (radiologista britânico, ?–1936)
- Mario Ponzio (radiologista italiano, 1885–1956)
- Blandina Ridder (enfermeira alemã, 1871–1916)
- Heber Robarts (radiologista estadunidense, 1852–1922)
- Jacob Rosenblatt (radiologista russo, 1872–1928)
- Francis Le Roy Satterlee (físico e radiologista estadunidense, 1881–1935)
- Arthur Schaarschmidt (engenheiro alemão, 1879–1959)
- Otto Schreiber (técnico em imagens e fotógrafo alemão, 1882–1925)
- Fumiyo Shimadzu (radiologista japonesa, 1902–1967)
- Marie Sklodowska-Curie (física polonesa-francesa, 1867–1934)
- Hilde Maier-Smereker (física austríaca, 1893–1954)
- Ernst Sommer (radiologista suíço, 1872–1938)
- Adrien Celestin Marie Soret (radiologista francês, ?–1929)
- Itsuma Suetsugu (radiologista japonês, 1893–1965)
- Auguste-Jean-Baptiste Tauleigne (religioso e técnico francês, ?–1926)
- Benjamin Franklin Thomas (físico estadunidense, 1850–1911)
- Tamonji Urano (radiologista japonês, 1886–1954)
- Charles Vaillant (radiologista francês, 1872–1942)
- Harry Fuller Waite (engenheiro estadunidense, 1872–1946)
- Louis Andrew Weigel (cirurgião estadunidense, 1854–1906)
- John Duncan White (radiologista britânico, ?–1955)
- Sofia Vasilievna Ivanova-Podobed (radiologista soviética, 1887–1953)